# The Courteeners

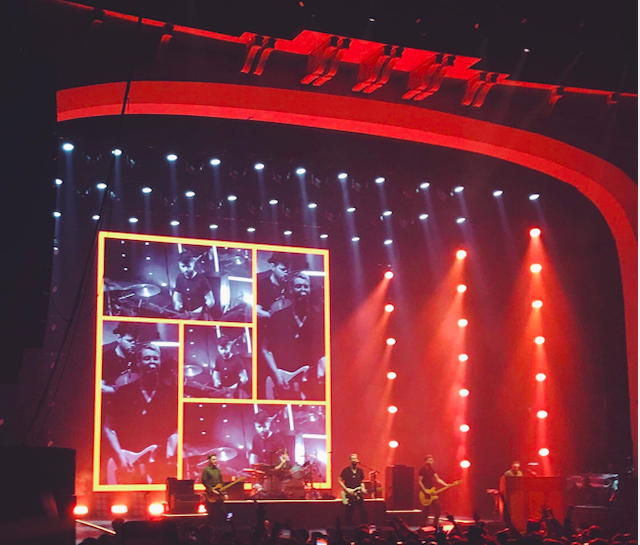
Courteeners (2018)

The Courteeners sind eine vierköpfige Indie-Rockband aus dem Großraum Manchester.

## Bandgeschichte
Kopf der Band ist Sänger und Songschreiber Liam Fray. Zuerst war er als Solomusiker in Manchester unterwegs, bevor er sich 2006 mit drei Freunden, die sich bereits aus der gemeinsamen Kindheit in Middleton kannten, zu einer Band zusammenschloss.
Mit ihrer an Oasis oder die Libertines erinnernden Rockmusik konnten sie sehr schnell Erfolge feiern. Bereits mit ihrer zweiten Single Acrylic hatten sie einen Charthit, mit What Took You So Long und Not Nineteen Forever konnten sie sich in den Top 20 festsetzen. Ihr Debütalbum St. Jude erreichte im April 2008 Platz 4 der UK-Hitparade.
Ein prominenter Förderer der Band ist Morrissey, bei dessen US-Tour 2009 The Courteeners als Vorgruppe auftraten.

## Diskografie
Alben
- St. Jude (2008)
- Falcon (2010)
- Anna (2013)
- Concrete Love (2014)
- Mapping the Rendezvous (2016)
- St. Jude Re:Wired (2018)
- More. Again. Forever. (2020)
- Pink Cactus Cafe (2024)

Singles
- Cavorting (2007, UK: Silber)
- Acrylic (2007)
- What Took You So Long (2008)
- Not Nineteen Forever (2008)
- No You Didn’t, No You Don’t (2008)
- That Kiss (2008)
- Bide Your Time (2008, UK: Silber)
- You Overdid It, Doll (2010)
- Take Over the World (2010)
- Lose Control (2012)
- Van Der Graaff (2013)
- Are You in Love with a Notion? (2013, UK: Gold)
- Summer (2014, UK: Silber)
- How Good It Was (2014)
- The 17th (2016)
- No One Will Ever Replace Us (2016)